# Stripesy
Stripesy o  S.T.R.I.P.E. (acrónimo de Special Tactics Robotic Integrated Power Enhancer, lit. Potenciador Integrado Robótico de Poder de Tácticas Especiales), es un superhéroe de ficción en el universo de DC Comics. S.T.R.I.P.E. es una armadura cibernética inventada y usada por Patrick «Pat» Dugan, el excompañero adulto del superhéroe adolescente Sylvester Pemberton, el Star-Spangled Kid. Stripesy, como se le llamaba originalmente, es un mecánico talentoso que construyó el Star Rocket Racer, una limusina con techo de burbuja y con las funciones de un cohete y un helicóptero. Juntos, fueron miembros de los Siete Soldados de la Victoria y del All-Star Squadron. Stripesy fue creado por Jerry Siegel (cocreador de Supermán) y Hal Sherman, y apareció por primera vez en Star Spangled Comics #1 (Octubre 1941).
El nombre del personaje proviene de su asociación con el Star-Spangled Kid. El nombre de este último es una referencia a The Star-Spangled Banner, el himno de los Estados Unidos de América, y en sí mismo una referencia a la bandera de los Estados Unidos, caracterizada por sus estrellas (stars en inglés) y franjas (stripes en inglés) blancas y rojas de la bandera. Así, «Stripesy» vendría a significar en español algo así como «franjeado». El uniforme de Stripsey durante la edad de oro consistía en una camisa con franjas horizontales blancas y rojas, como la bandera estadounidense, patrón que también aparece en el diseño actual del robot S.T.R.I.P.E. Durante la época ocurrió un boom en la creación de superhéroes patrióticos, en tanto los EE. UU. se preparaban para entrar en la Segunda Guerra Mundial.
Pat Dugan aparece en el programa Stargirl de DC Universe/The CW, interpretado por Luke Wilson.

## Biografía ficticia
Patrick «Pat» Dugan era el chófer del joven ricachón Sylvester Pemberton. Se involucró en el mundo de los superhéroes después de ayudar a Pemberton a enfrentarse a un grupo de espías nazis que se hacían pasar por manifestantes durante una película. Los dos forman entonces un equipo como encarnaciones de la bandera estadounidense, Star-Spangled Kid (en referencia a las estrellas) y Stripesy (en referencia a las franjas), a fin de rastrear y detener a los espías.
El Kid y Stripesy eran miembros de los Siete Soldados de la Victoria y del All-Star Squadron. Los Siete Soldados se pierden en el tiempo, y Stripesy es enviado al antiguo Egipto. Son rescatados décadas después por la Liga de la Justicia y la Sociedad de la Justicia y devueltos a la actualidad. A su regreso, Dugan se casó con una mujer llamada Maggie, que le abandonó más tarde para criar al  hijo que tienen, Michael, por su cuenta. Para agravar sus problemas está el hecho de que un familiar descarriado de Sylvester Pemberton de nombre Arthur, había robado las patentes de Dugan durante su desaparición. Al enterarse de esto, Sylvester le regresó las patentes a Pat y se reconciliaron. Dugan se involucra más tarde con Infinity Inc. y la batalla que libran contra la Sociedad de la Injusticia. La primera víctima de este grupo es Sylvester Pemberton. Los villanos Arlequín, el Dummy y Hazard centran luego su atención en Dugan pocos días más tarde. Su plan era asesinarlo en los Stellar Studios, el cuartel general de Infinity, Inc. Cuando el hijo de Pat se ve involucrado, Hazard cambia de opinón y usa sus poderes para salvar sus vidas. Dummy los usa como carnada, pero Hazard pierde a propósito la batalla, y el grupo es derrotado. Hazard se entrega voluntariamente a la policía.
El personaje ha sido actualizado para un público nuevo: en la serie Stars and S.T.R.I.P.E. Dugan se había casado (por segunda vez) y asentado en Blue Valley. Su hijastra, Courtney Whitmore, se convirtió en la segunda Star-Spangled Kid, en parte, con el fin de molestarlo. Esto llevó a Dugan para inventar un traje de armadura robótico y a asumir la identidad de S.T.R.I.P.E. con el objeto de acompañarla y protegerla.
Dugan también ha completado misiones sin Courtney. Durante el incidente del «Día del Juicio», viaja al espacio junto con el Capitán Marvel y Starfire. Su objetivo era recuperar la Lanza del Destino para usarla contra el ángel caído Asmodel, que había liderado una invasión demoníaca de la Tierra. El trío de héroes lucha contra los cadáveres reanimados de un grupo de cosmonautas rusos abandonados y contra la influencia corruptora de la Lanza misma. Dugan se ve obligado a derrotar a Starfire y la Lanza es devuelta a la Tierra y usada con éxito.
Tras los acontecimientos de la serie, Dugan y su familia se mudan a Metrópolis, donde ha asistido a Acero, compañero de Superman. Posteriormente se mudaron de nuevo a Blue Valley. Dugan y su esposa tuvieron una hija, Patricia, que algún día se convertirá en Starwoman y continuará el legado de Starman (la existencia de Patricia se mencionó de forma extraoficial en un arco argumental de Starman antes de que se creara el personaje o incluso el de Courtney Whitmore).
Al igual que el resto de los Siete Soldados, Dugan es más joven de lo que debería, debido a su viaje en el tiempo. Durante un tiempo, Dugan habría de ser incluso más joven, rejuvenecido hasta la preadolescencia junto con muchos otros héroes gracias a las acciones de Klarion el Niño Brujo. Participa en al menos una batalla sin usar armadura (presumiblemente porque su armadura le quedaba entonces demasiado grande), enfrentándose a un monstruo creado místicamente con sus propias manos. Pat, junto con la mayoría de los afectados, vuelve a la normalidad cuando Klarion es obligado a revertir los efectos.
Pat trabajó con la Sociedad de la Justicia de América durante un corto periodo de tiempo, principalmente en un papel de apoyo. Reformó uno de los antiguos diseños de Ted Knight y creó el Águila de Acero, un nuevo avión para el equipo. También rediseñó completamente el S.T.R.I.P.E., cambiando su apariencia entera.
Posteriormente, Pat y su familia estuvieron a punto de ser asesinados por el Cuarto Reich, una organización nazi que intentaba acabar los legados heroicos. Justo antes de que esto ocurriera, Pat le pedía a su hijo, Mike, que no creara piezas de S.T.R.I.P.E. en sus clases de taller. Pat y su familia fueron salvados por la Sociedad de la Justicia. Más tarde, Pat organiza una fiesta de cumpleaños para Courtney en su casa, invitando a toda la Sociedad de la Justicia.
Un tiempo después, cuando Courtney desaparece, Pat le ofrece a Power Girl usar el S.T.R.I.P.E. para ayudar a encontrarla, lo que Power Girl no considera necesario.
En septiembre de 2011, The New 52 reinició la continuidad de las historias de DC. Pat Dugan aparece ahora como el novio de Barbara Whitmore. Courtney, la hija de ésta, estaba limpiando la oficina de Pat cuando encuentra un bastón, un cinturón y una camisa con una estrella. Cuando se los prueba, se convierte en Stargirl y luego atrapa al autor de un incendio a quien vio. Sus actos heroicos se vuelven virales. Pat le cuenta a Courtney que la persona que originalmente usaba el equipo había muerto. Aunque Pat accedió a entrenarla, Courtney se vio obligada a responder a las acciones delictivas del Shadow Thief, un villano que tomaba rehenes para atraer la atención de un superhéroe.
En la secuela de «Watchmen» llamada «Doomsday Clock», S.T.R.I.P.E. regresa junto con muchos otros superhéroes al Universo DC cuando el Doctor Manhattan, inspirado por Superman, deshace los cambios que había hecho en la línea temporal que borró a la Sociedad de la Justicia y a la Legión de Super-Héroes.
En las páginas de «La Nueva Edad de Oro», Pat llevó a Courtney a Myrtle Beach en el momento en que los Siete Soldados de la Victoria fueron reunidos por la versión de Jill Carlyle de Crimson Avenger. Pat operó a S.T.R.I.P.E. cuando luchaban contra Rey Reloj. Pat le mencionaría más tarde a Courtney que Wing está enterrado en su tumba cuando ella mencionó lo que Crimson Avenger le dijo antes de ser enviado de regreso a su propio tiempo. Le menciona a Courtney que Cyclone y Jakeem Thunder siguen siendo sus amigos.

## Poderes y habilidades
Pat Dugan no tiene superpoderes, pero es un mecánico talentoso que construyó el Star-Rocket Racer de Sylvester Pemberton, el Steel Eagle de la JSA. Al ser un excelente combatiente cuerpo a cuerpo, puede enfrentarse a cualquiera, incluso a enemigos más grandes que él. Gracias a su servoarmadura puede volar y tiene una gran fuerza física y resistencia.

### Equipamiento
Pat también operó un traje blindado llamado «S.T.R.I.P.E.» equipado con una variedad de armas y utilidades balísticas, y eso también le dio mayor fuerza y capacidad de vuelo. Su circuito era vulnerable al agua.

## Otras versiones
En Kingdom Come, Alex Ross interpreta a Stripesy como un adulto negro, rebautizado como «Stripes», y está equipado con varios pertrechos militares como armamento automático, cuchillos y relleno de kevlar.

## Apariciones en otros medios

### Televisión
- S.T.R.I.P.E. aparece en Liga de la Justicia Ilimitada, con la voz de Phil LaMarr sin acreditar. En la primera temporada, la armadura S.T.R.I.P.E. era de un tamaño considerable, lo suficientemente grande como para permitir que Stargirl se sentara en su hombro y hasta el punto en que Pat tuvo que trepar para ponerse la armadura. Sin embargo, en la segunda temporada, la armadura parecía ser del tamaño de Pat.
- Pat Dugan aparece en Stargirl, interpretado por Luke Wilson. Esta versión se basa en gran medida en su aparición en el cómic Stars and S.T.R.I.P.E., siendo un exmiembro de los Siete Soldados de la Victoria y la Sociedad de la Justicia de América (JSA), así como el compañero de Sylvester Pemberton/Starman. Cuando su hijastra Courtney decide convertirse en Stargirl, Dugan la ayuda con un traje de batalla mecanizado que construyó años antes, pero que nunca usó hasta entonces. A pesar de su reticencia a volver a convertirse en un superhéroe, Courtney lo unge como su compañero y cambia su nombre en clave original, «Stripesy», a S.T.R.I.P.E. basado en un acrónimo que ella acuñó para su armadura.[15] Cuando la familia se muda a Blue Valley, él abre y dirige un garaje llamado Pit Stop. Inicialmente, Courtney no le gustaba debido a que esperaba que su padre biológico, Sam Kurtis, regresara a su vida, Dugan finalmente la gana después de que ella se entera de su pasado, la devoción por su familia y la brillantez en ingeniería mecánica; convirtiéndose en una figura paterna sustituta y mentor reacio para ella y más tarde su iteración de la JSA. Si bien S.T.R.I.P.E. se representa principalmente mediante CGI, Legacy Effects creó una S.T.R.I.P.E. práctica para usar durante la filmación.[16]
  - Antes del estreno de la serie, S.T.R.I.P.E. apareció en el cruce de Arrowverso Crisis on Infinite Earths, que utilizó imágenes de archivo del episodio de Stargirl, «The Justice Society».

### Películas
Una versión de Pat Dugan de un universo alternativo aparece en la película animada Liga de la Justicia: Dioses y monstruos, con la voz de Dan Gilvezan. En ésta, Dugan es un científico que formó parte del «Proyecto Juego Limpio» de Lex Luthor, un programa de armas de contingencia para destruir la Liga de la Justicia si es necesario. Pat aparece luego discutiendo con los otros científicos involucrados (Will Magnus, John Henry Irons, Michael Holt, Karen Beecher, Kimiyo Hoshi, Emil Hamilton, Thomas Morrow y Stephen Shin) antes de que todos sean asesinados por los Hombres de Metal. Will Magnus sobrevivió mientras orquestaba en secreto el ataque a sus compañeros científicos.

### Varios
S.T.R.I.P.E. aparece en el cómic basado en la Liga de la Justicia Ilimitada. Aparece en los números 9, 11, 25, 31 y 33.